# Solunt
Solunt (grec antic: Σολόεις, llatí: Soluntum o Solus) va ser una ciutat de la Magna Grècia situada a la part nord de Sicília, a menys de 20 km a l'est de Panormos, i a la part oriental del Cap Zaffarana. Va donar nom al castell de Solanto.
Era una colònia fenícia de les que van persistir davant la colonització grega quan es van retirar al nord-oest. Juntament amb Mòtia i Panorm va quedar sota la influència de Cartago després del 540 aC, quan les ciutats fenícies van passar a dependre de Pèrsia.
Es va mantenir com una possessió cartaginesa. L'any 397 aC quan Dionís el Vell de Siracusa va estendre el seu domini i moltes ciutats es van passar als siracusans, va mantenir la seva aliança amb Cartago, segons Diodor de Sicília. Dionís va assolar el seu territori, però no la va poder ocupar fins al 396 aC, per una traïció interna. La va dominar per poc de temps, perquè al tractat del 392 aC va tornar a Cartago. L'any 307 aC els cartaginesos la van donar als soldats mercenaris d'Agàtocles en la pau que es va establir entre Cartago i el tirà siracusà. Va tornar a Cartago un temps després, i la posseïen en la Primera Guerra Púnica. En la Segona Guerra Púnica els romans la van ocupar, juntament amb Panorm.
Sota els romans tenia la consideració de municipi, però sense massa importància. L'esmenta Ciceró i més tard Plini el Vell i Claudi Ptolemeu. Encara apareix en els Itineraris. Probablement els sarraïns la van destruir al segle ix.
Queden algunes restes de l'antiga ciutat, carrers empedrats, muralles, cisternes d'aigua, tombes i edificis, entre aquests dos temples, tot del període romà.